# Linhares
Linhares là một đô thị thuộc bang Espírito Santo, Brasil. Đô thị này có diện tích 3501,604 km², dân số năm 2007 là 117624 người, mật độ 33,59 người/km².